# Richard Stafford
Richard Stafford, 1er baron Stafford de Clifton est un soldat et diplomate anglais mort le 13 août 1380. 

## Biographie
Richard Stafford est le deuxième fils d'Edmund Stafford et de Margaret Basset. 
Il participe aux campagnes en France du roi Édouard III d'Angleterre pendant la guerre de Cent Ans. En 1337, il fait partie d'une ambassade auprès des cours de Guillaume II, comte de Hainaut et Renaud II, comte de Gueldre, et de l'empereur du Saint-Empire Louis IV.
Il combat à la bataille de Cadzand et est présent quand les armées des rois de France et d'Angleterre se rencontrent sans effusion de sang en octobre 1339 à Buironfosse. En Gascogne en 1345, il participe au siège de Bergerac, commande la garnison de Libourne et contribue à la bataille d'Auberoche et à l'attaque de La Réole. On le retrouve en 1346 à la bataille de Crécy — où Édouard III l'envoie compter les morts avec Reginald de Cobham — puis au siège de Calais jusqu'à l'année suivante. En 1355, il accompagne Édouard de Woodstock (le Prince Noir) et prend part à la bataille de Poitiers le 19 septembre 1356. En octobre 1359, il est avec Édouard III lors de son expédition en France. 
Il est nommé sénéchal de Gascogne en 1361 et reste en poste jusqu'au 8 juin 1362. En 1366, Richard et son fils mènent une ambassade à la cour papale.  
Il meurt 13 août 1380 et est enterré à l'église Saint-Andrew à Clifton Campville dans le Staffordshire.

## Descendance
Richard épouse d'abord Isabel, héritière de Clifton-Camville, fille de Richard de Vernon et de Maud de Camville. Naissent de cette union : 
- Richard Stafford, mort sans enfant avant son père ;
- Edmund Stafford, mort en 1419, évêque d'Exeter, chancelier d'Angleterre, gardien du sceau privé
- Thomas Stafford, mort sans enfant ;
- Maud Stafford, mariée à Thomas d'Arderne, dont postérité ;
- Katherine Stafford, mariée à John Arden, dont postérité.

Il se remarie avec Maud, fille de John de Stafford et d'Elizabeth de Somerville, sans en avoir d'enfant. 
On attribue à Richard Stafford deux enfants illégitimes : 
- Nicholas Stafford de Throwley, marié à Elizabeth Meverel, mort en 1394 sans postérité ;
- John Stafford.